# Kísértethajó
A kísértethajó olyan vízijármű, amelynek nincs élő legénysége. Lehet legendabeli, mint a bolygó hollandi hajója, amit kísértetek irányítanak; de ezt a kifejezést használják a legénység nélkül, üresen sodródó hajókra is (amelynek legismertebb esete a Mary Celeste). A legénység eltűnésének különböző okai lehetnek, vihar vagy járvány miatt is elhagyhatják a hajót; de előfordult az is, hogy lebontásra ítélt, kiürített járművet sodort el a szél.

## Ismert kísértethajók

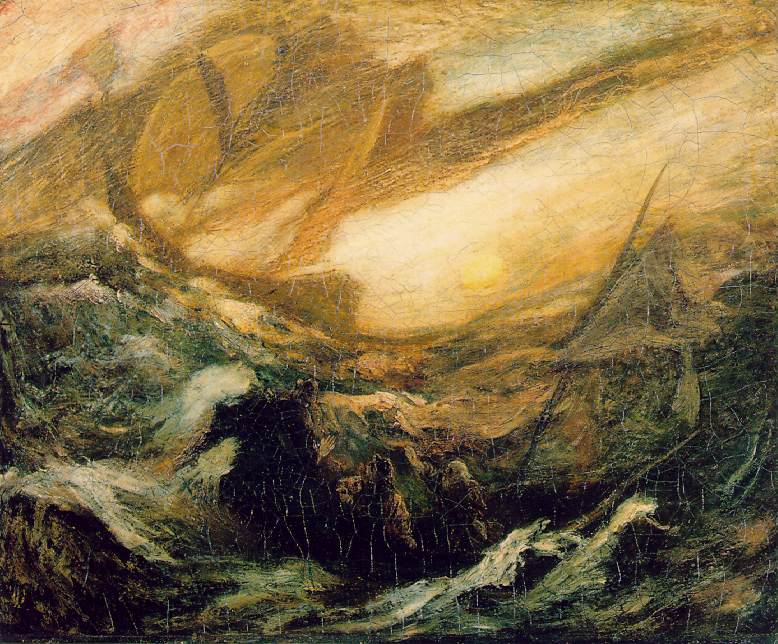
A bolygó hollandi (Albert Pinkham Ryder festménye)

### Kitalált esetek (legendák)
- Chile Chiloé szigetének lakosai szerint éjjelente a Caleuche nevű kísértethajó járja körbe a szigetet
- Kanada New Brunswick tartományában a Chaleurs-öbölben jelenik meg a Chaleurs-i fantom, egy égő, háromárbocos vitorláshajó, többnyire vihar előtt
- 1748 óta – állítólag a Lady Lovibond nevű szkúner 1748. február 13-án elsüllyedt az angliai Kent Goodwin Sands zátonyainál és azóta ötven évenként újra megjelenik
- 18. sz. óta – szintén New Brunswickban a Prince Edward-sziget és a szárazföld közötti Northumberland-szorosban figyeltek meg rendszeresen egy égő kísértethajót[3]
- 1795 óta – A bolygó hollandi egy elátkozott holland kapitány, akinek a legenda szerint a végítéletig kell bolyongania a tengereken. Az egyik legismertebb kísértethajó-történet, számos alkalommal feldolgozták
- 19. sz. óta – az amerikai Rhode Island-i Block-szigetnél 1738-ban süllyedt el a Princess Augusta vitorlás, amit a helyi néphagyomány Palatine néven ismert és a 19. században többször látni véltek. John Greenleaf Whittier amerikai költő ismert verset írt róla.[4][5]
- 1813 óta – a Young Teazer amerikai szkúner az 1812-es amerikai-brit háborúban az Új-Skócia-beli Mahone-öbölben felrobbant, és az égő hajót azóta többször látni vélték
- 1858 óta – az Eliza Battle lapátkerekes gőzös 1858-ban égett le az alabamai Tombigbee-folyón és az égő hajó hideg, szeles téli éjszakákon többször feltűnt, általában szerencsétlenségek előjeleként
- 1872 vagy 1882 – egy legenda szerint az Iron Mountain folyami vontatóhajó 1872-ben titokzatos módon eltűnt, az uszályai pedig lesodródtak a folyón. Valójában a hajó 1882-ben zátonyra futott és elsüllyedt
- 1878 óta – a brit HMS Eurydice 1878-ban elsüllyedt a Wight-sziget mellett. Azóta többször megjelent, látta egy tengeralattjáró legénysége az 1930-as években és II. Erzsébet királynő legkisebb fia, Edward herceg is 1998-ban[6]
- 1886 – Új-Zélandon a Rotomahana-tavon turisták láttak egy maori harci csónakot, tizenegy nappal a Mount Tarawera pusztító kitörése előtt
- 1895 – Új-Fundlandon láttak egy „szellemszerű” galleont, amit egy vihar által északra sodort 16. századi spanyol kincses galleon kísértetének gondolnak
- 1906 – miután az SS Valencia gőzös 1906-ban elsüllyedt a kanadai Vancouver-szigetnél, különféle természetfölötti jelenségeket tapasztaltak a környéken (pl. mentőcsónakban evező csontvázak, hajóformájú füst, vagy maga a hajó is megjelent jóval az elsüllyedése után)[7][8] A Valencia egyik mentőcsónakját 1933-ban megtalálták a vízen lebegve.[9]
- 1928 – az ötárbocos København vitorlás 1928-ban tűnt el a Csendes-óceánon; azóta több alkalommal is látni vélték[10]

### Alátámasztatlan esetek

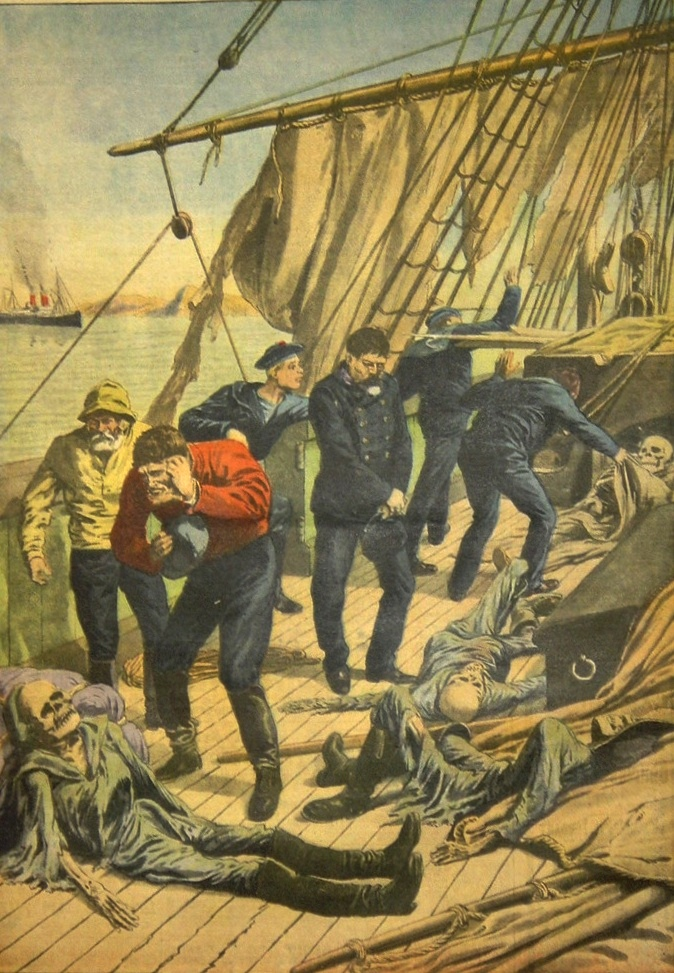
A Marlborough megtalálása (1913-as rajz)

- 1775 – az angol Octavius kereskedőhajó Kínából tért vissza Angliába és állítólag megpróbálkozott az Északnyugati átjáróval. Az Octaviust és megfagyott legénységét 13 évvel később Grönlandnál találták meg, ahová az áramlatok hajtották a jégbe fagyott hajót
- 1811–1813 – a Duc de Dantzig francia kalózhajó eltűnt és később állítólag megtalálták, véres fedélzetén a legénység rothadó hulláival, akik közül néhányat az árbocokon keresztre feszítettek[11]
- 1840 – A Hope bálnavadászhajó 1840-ben találta meg a Dél-Amerika és az Antarktisz közötti Drake-átjáróban az 1823 óta jégbe fagyottan sodródó Jenny szkúnert, fedélzetén hét ember (köztük egy nő) és egy kutya holttestével.
- 1913. október 27. – egy szingapúri újság jelentette, hogy a Jóreménység-fokánál megtalálták a Marlborough háromárbócost, fedélzetén a legénység csontvázaival[12]
- 1947 – a Malakka-szoroson áthaladó amerikai hajók fogták az indonéz Ourang Medan segélyhívását, de mire megtalálták a hajót, már csak holttesteket találtak a fedélzeten. A hajón ezután tűz ütött ki és miután a mentőegységek lemenekültek róla, felrobbant

### Bizonyított esetek
- 1750 vagy 1760 – a Hondurasból visszatérő Sea Bird kereskedőbrigg Rhode Island-en, Easton's Beachnél futott ki a partra. A hajót nemrég hagyhatták el (forró kávét találtak a tűzhelyen) és csónakja hiányzott. Csak egy kutyát és macskát találtak rajta, embert nem[13][14]
- 1854. május 15. – az elveszett Franklin-expedíció után kutató Edward Belcher egyik hajója, a HMS Resolute nevű bark a kanadai Viscount Mellville-csatornában fagyott jégbe és legénysége elhagyta. A hajó 1900 km-t sodródott és 1855-ben találták meg a Baffin-szigetnél.

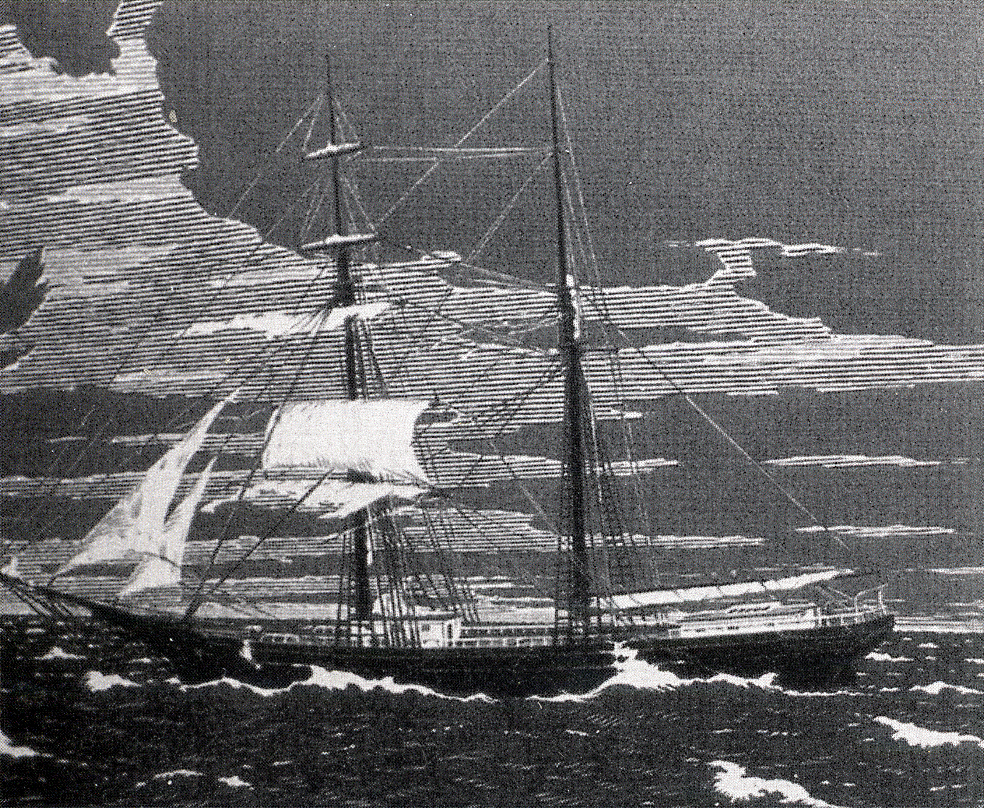
A Mary Celeste

- 1872. november 25. – a jó állapotú Mary Celeste amerikai kereskedőhajót az Azori-szigetek közelében fedezték fel, legénység nélkül. Csónakja hiányzott.[15]
- 1884. augusztus 29-én a Resolven kereskedőbrigget elhagyottan találták Új-Fundlandnál. Csónakjai hiányoztak.[16] A hajónaplóba hat órával felfedezése előtt írtak utoljára, lámpái még égtek.[17] Feltételezték, hogy a hajó egy közeli jéghegyet súrolt, a legénység és az utasok pedig pánikba estek és elmenekültek.
- 1885 – A The Twenty One Friends háromárbocos szkúner 1885-ben a Cape Hatterasnál összeütközött egy másik hajóval, mire legénysége mentőcsónakokba szállt és elhagyta. A hajó azonban még két évig sodródott a vízen és az Atlanti-óceán mindkét partján megfigyelték. Végül Írországban futott partra és a helybeliek halászhajóként használták.[18][19][20]

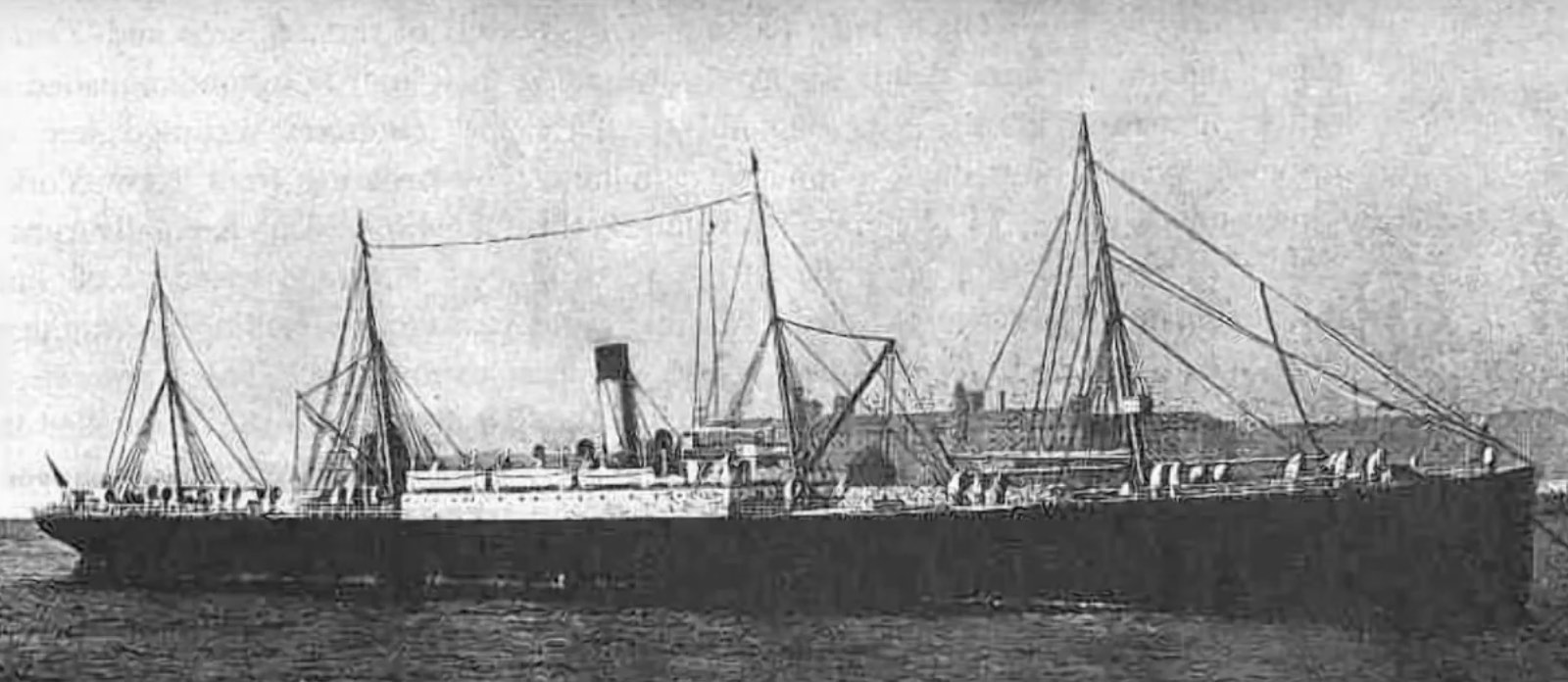
SS Naronic

- SS Naronic1893. február 11. – Az SS Naronic nevű teherhajó kifutott Liverpool kikötőjéből New York felé. A hajó ezután eltűnt az óceánon, legénysége 74 tagjával együtt. Március 4-én megtalálták a hajó két mentőcsónakját, de a legénységnek nyoma sem volt. A hajó roncsát máig nem találták meg.
- 1897 – jelentették, hogy a Young Phoenix bálnavadászhajó elhagyottan sodródik az északi-sarki vizeken.[21]
- 1906. január 22. – az 1906-ban elsüllyedt SS Valencia gőzös egyik mentőcsónakját 27 évvel később találták meg a vízen lebegve a kanadai Vancouver-szigetnél.[8][9]
- 1917 – a Zebrina szenet szállított az angliai Cornwallból Franciaországba. 1917 októberében Cherbourg környékén fedezték fel partra futva, jó állapotban, legénység nélkül

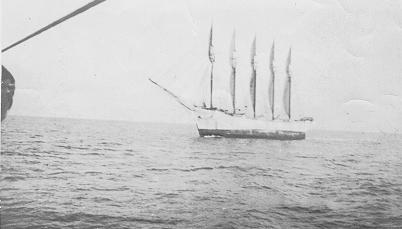
A Carroll A. Deering szkúner

- 1921 – a Carroll A. Deering ötárbocos szkúnert 1921 január 21-én találták elhagyatva Észak-Karolina partjainál. Mentőcsónakjai és hajónaplója hiányzott.
- 1923. október 3. – a Új-Skóciából Argentínába tartó Governor Parr négyárbocos szkúner egy viharban elvesztette tatárbocát és legénysége mentőcsónakokba szállt. A hajó azonban nem süllyedt el és évekig sodródott az Atlanti-óceánon, veszélyeztetve a vízi közlekedést. Végső sorsa ismeretlen.[22][23][24]
- 1931. november 24. – az SS Baychimo tehergőzös Alaszkában jégbe fagyott és legénysége elhagyta, mert azt hitték, hogy el fog süllyedni. A jég elolvadása után azonban úszóképes maradt és egészen 1969-ig észlelték a Csendes-óceán északi részén a Csukcs-tenger és Alaszka partjai között.

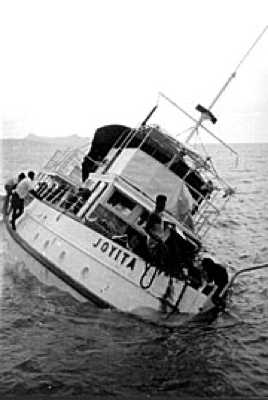
A megdőlt MV Joyita

- 1955. október 3. – a Szamoáról kifutó MV Joyita teher- és halászhajót félig elsüllyedve találták, legénysége eltűnt. Mentőcsónakjai és hajónaplója hiányzott.[25]
- 1959 – a Vizcayai-öbölben egy üres tengeralattjáróra bukkantak, amelyről kiderült, hogy korábban vontatták, de a vontatólánc elszakadt.[26]
- 1969. július 1. – Donald Crowhurst brit üzletember 1968-ban elindult a Földet körülvitorlázó versenyen. Yachtját, a Teignmouth Electront 1969 júliusában találták meg az észak-atlanti vizeken. Feltételezik, hogy Crowhurst a verseny során idegösszeomlást kapott és a vízbe ugorva öngyilkos lett.[27]
- 1975 – Bas Jan Ader holland művész négy méteres "Ocean Wave" csónakjában megpróbálta átszelni az Atlanti-óceánt. Indulása után három héttel a rádiókapcsolat megszakadt. A csónakot félig elmerülve, üresen találták meg Írország közelében, tíz hónappal később.[28]
- 1997. július 16. – Chilénél partra vetődik a Groupe LG 2 versenyvitorlás, kapitánya, Gerry Roufs nélkül. A férfi a Vendée Globe földkerülő versenyen vett részt, utoljára január 27-én adta meg pozícióját.[29]
- 2002 – a tajvani High Aim 6 halászhajót Ausztrália közelében, elhagyatva találták. A legénység sorsa ismeretlen.[30][31]
- 2006. március 24. – az ausztrál parti őrség egy 80 méteres, elhagyott tankerre bukkant, amelynek minden azonosítóját eltávolították, vagy lefestették. Annyit tudtak megállapítani, hogy a neve Jian Seng, de eredetét vagy a legénység sorsát nem sikerült kideríteni.[31][32]
- 2006. augusztus 24. – a Bel Amica kétárbocos luxusyachtot elhagyottan találták Szardínia közelében. Luxemburgi tulajdonosa később azt állította, hogy sürgősen haza kellett utaznia, azért hagyta a nyílt tengeren a hajót.[33]
- 2007. április 18. – a Kaz II 12 méteres katamaránt elhagyva találták a Nagy korallgátnál, öt nappal azután, hogy kifutott a kikötőből. A motor és a laptop még működött, amikor rátaláltak, de háromtagú legénysége eltűnt; feltehetően vízbe estek.
- 2008. október 28. – a tajvani Tai Ching 21 halászhajót a Csendes-óceánon találták meg kiégve, elhagyatva. Mentőcsónakjai hiányoztak. A 29 fős legénység eltűnt.[34]
- 2009 januárja – a 70 éves szlovén Jure Šterk Lunatic nevű hajóján akarta körbevitorlázni a Földet. Utolsó rádióadását 2009. január 1-én fogták. A hajót április 30-án találták meg, a hajónapló utolsó bejegyzése január 2-ról származott.[35]
- 2012. március 20. – a japán Ryou-Un Maru halászhajó a 2011-es nagy japán földrengés során sodródott ki a kikötőből. Egy évvel később Kanada partjaitól 280 km-re fedezték fel.[36][37]
- 2012. június 20. – Guma Aguiar amerikai üzletember yachtja, a T.T. Zion a floridai Fort Lauerdale mellett sodródott partra járó motorral és égő lámpákkal. Aguiart eltűntnek, három évvel később pedig halottnak nyilvánították.[38]

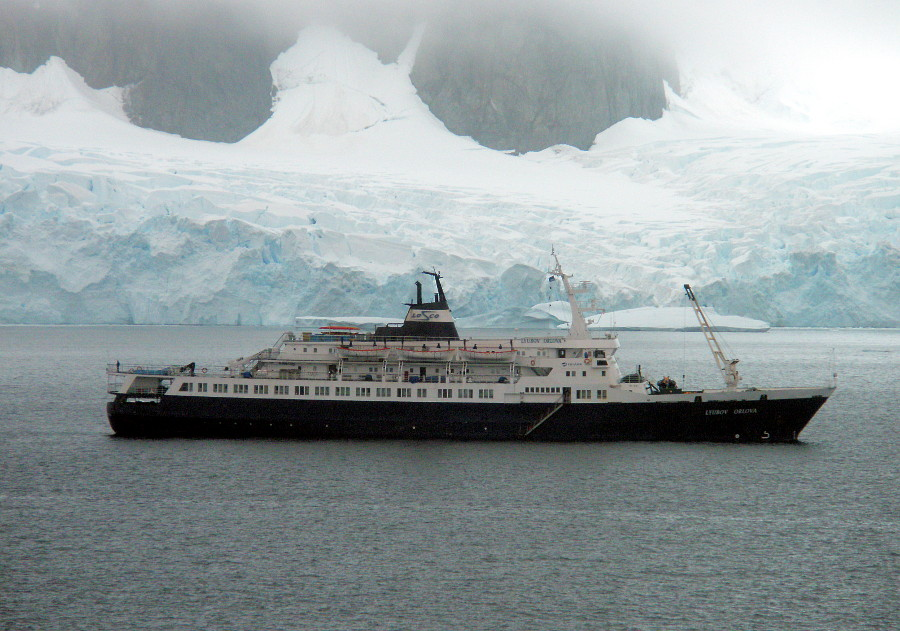
Az MV Lyubov Orlova nem sokkal eltűnése előtt

- Az MV Lyubov Orlova nem sokkal eltűnése előtt2013 februárja – a jugoszláv építésű Lyubov Orlova személyszállítót lebontásra ítélték, de a vontatókábele Új-Fundlandnál elszakadt. 2013-ban több helyen is látták az Atlanti-óceánon, majd miután fogták automata vészjelzőjének adását, feltételezik, hogy elsüllyedt.[39]
- 2013–2015 – a japán parti őrség a 2013 és 2015 között több mint száz csónakot fogott, amelyeket feltehetően észak-koreai menekültek vagy halászok használtak. A csónakokban sokszor halottakat is találtak.[40][41]
- 2016. február 25. – a német Manfred Fritz Bajorat mumifikálódott testét yachtja kabinjában találták meg a Filippínó-tengeren. Bajorat 2009-ben tűnt el, a boncolás szerint szívinfarktus végzett vele.[42][43]

## Fordítás
- Ez a szócikk részben vagy egészben  a   Ghost ship című angol Wikipédia-szócikk ezen változatának fordításán alapul.  Az eredeti cikk szerkesztőit annak laptörténete sorolja fel. Ez a jelzés csupán a megfogalmazás eredetét és a szerzői jogokat jelzi, nem szolgál a cikkben szereplő információk forrásmegjelöléseként.